# Dieren
Dieren je město ve východním Nizozemsku. Nachází se v Rhedenu v Gelderlandu mezi Zutphenem a Arnhemem u řeky IJssel.
Dieren byl samostatnou obcí až do roku 1818, kdy se stal součástí Rhedenu.
V Dierenu se nachází továrna na jízdní kola Gazelle.

## Dějiny

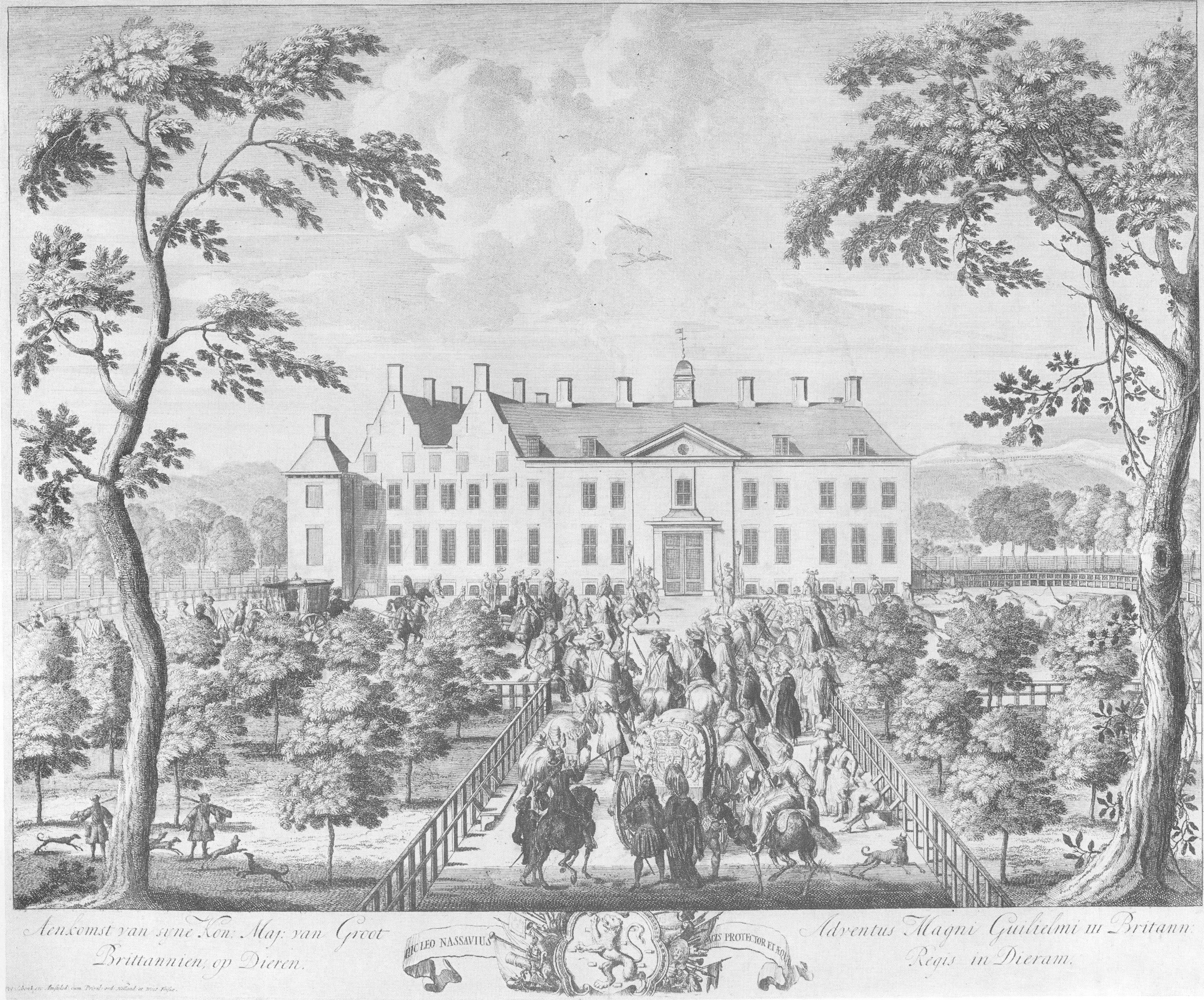
Král Vilém III. Anglický přijíždí v roce 1691 do Hof te Dieren

„Hof te Dieren“ byl dům nizozemského stadtholdera Frederika Hendrika Oranžského, knížete Viléma II. Oranžského, Viléma III. Oranžského a Viléma IV. Oranžského. Dům zvětšili a v nedalekých lesích pořádali lovy. Byla postavena silnice spojující Dieren s Haagem, která se nazývá „Koningsweg“. Stále ji lze na mnoha místech v Nizozemsku, jako je Otterlo, najít. Dům byl těžce poškozen kanadskými vojáky při osvobozování Nizozemska, protože měli mylný dojem, že se v domě nacházejí němečtí vojáci SS. Ve skutečnosti se nacházeli v „Avegooru“, budově nacházející se jihozápadně od Dierenu.

## Ekonomika

### Výroba
V Dierenu se nachází továrna na jízdní kola Gazelle, která zaměstnává 550 osob. Ročně vyrobí 300 000 jízdních kol.

### Turismus
Dieren se nachází na okraji národního parku Veluwezoom. S více než 12 000 akry pozemků, nabízí tato přírodní rezervace stezky pro pěší turistiku, cyklistiku nebo jízdu na koni. K dispozici je také trasa pro horská kola.
Zábavní park Uitvinderij v Dierenu je oblíbeným cílem školních výletů.
Dieren má řadu hotelů a penzionů.